# ترونتانو
ترونتانو (به ایتالیایی: Trontano) یک کومونه در ایتالیا است که در استان وربانو-کوزیو-اوسولا واقع شده‌است.

## خصوصیات
ترونتانو ۵۸٫۰ کیلومترمربع مساحت و ۱٬۶۸۴ نفر جمعیت دارد و ۵۲۰ متر بالاتر از سطح دریا واقع شده‌است.